# Сімферополь (кінотеатр)
«Сімферополь» — кінотеатр у центрі Сімферополя.

## Історія
Збудований на території Міського саду Сімферополя, який заснований на початку XIX ст.
План кінотеатру представлений у 1936 році. Було використано проєкт найбільшого кінотеатру міста Твер — «Зірка» (архітектор В. П. Калмиков). Архітектор Володимир Ісаєв доробив проєкт на місцевості, будівництво мало бути завершеним в 1939, але до початку Другої світової кінотеатр не був закінчений. У 1944 будівля зазнала суттєвих пошкоджень після потрапляння в неї бомби. 
Будівництво було відновлено після завершення війни. Перший сеанс пройшов 1 квітня 1956 року.

## Опис будівлі
Кінотеатр має форму бінокля — головний вхід виконано в вигляді глибокої ніші між двома баштами. Будівля кінотеатру «Сімферополь» відображає тогочасну тенденцію переходу від аскетичного конструктивізму до сталінського ампіру. Використано класичні архітектурні форми, декор (аркада, колони двох ордерів, пілястри). Над головним входом досі збереглося зображення радянської символіки. Таким чином, стиль будівлі можна визначити як еклектизм.